# JCSAT-18/Kacific-1
O JCSAT-18/Kacific-1 é um satélite de comunicação geoestacionário construído pela Boeing. Ele está localizado na posição orbital de 0 grau de longitude leste e é operado em parceria pelas empresas SKY Perfect JSAT Corporation e Kacific Broadband Satellites. O satélite é baseado na plataforma BSS-702MP e sua expectativa de vida útil é de 15 anos ou mais.

## História
O satélite foi encomendado a Boeing em fevereiro de 2017 pela Kacific Broadband Satellites, de Singapura, e SKY Perfect JSAT Corporation, do Japão, para ser operado em banda Ka para fornecer serviços aos usuários de telefonia móvel, dados e internet em toda a região da Ásia-Pacífico.

## Lançamento
O satélite foi lançado com sucesso ao espaço em 16 de dezembro de 2019, às 00:10:00 UTC, por meio de um veículo Falcon 9 Full Thrust, a partir da Estação da Força Aérea de Cabo Canaveral, na Flórida, Estados Unidos.